# Iglesia de San Andrés (Chatún)

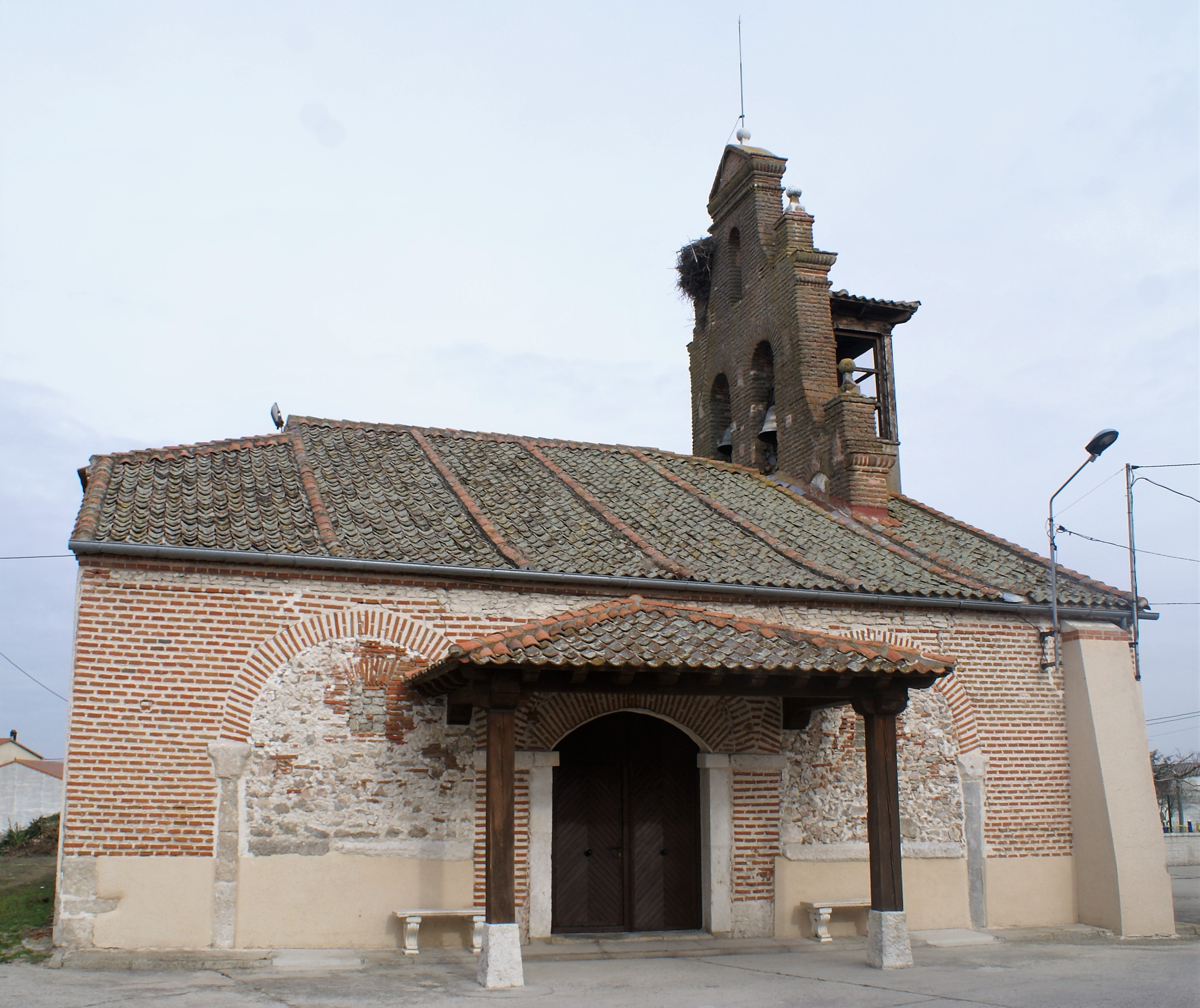
Iglesia de San Andrés

La iglesia de San Andrés es un edificio de culto católico ubicado en el término municipal de la villa de Cuéllar, dentro de los límites de la localidad de Chatún, en la provincia de Segovia, comunidad autónoma de Castilla y León.
Se trata de un edificio originariamente románico, arte del que aún conserva parte de su estructura, aunque sufrió una profusa reforma barroca. Es un templo de una sola nave y dispone de un esbelto campanario con espadaña barroca. En su interior destaca el artesonado de factura mudéjar que cubre la nave y coro del edificio, datado en el siglo XV.
Está dedicada a San Andrés apóstol, patrón de la localidad.